# Witelo

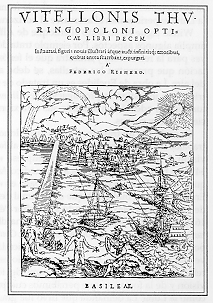
Frontespizio dei Vitellonis Thuringopoloni opticæ libri decem, contenuti nellOpticæ Thesaurus di Friedrich Risner (1572)

Witelo, in polacco per esteso Erazmus Ciolek Witelo, conosciuto anche come Vitellione, Vitellio o Vitello (Legnica presso Breslavia, 1230 circa – post 1280/ante 1314), è stato un monaco cristiano, matematico, fisico, filosofo e teologo polacco.

## Biografia
Nato in Slesia (Polonia), da padre dalla Turingia e madre polacca, si trasferì con la famiglia in Turingia, regione di origine del padre, sin dalla gioventù. Studiò alla facoltà delle arti a Parigi, intorno al 1250, e poi diritto canonico all'Università di Padova (1262-1268). 
In contatto con la corte papale di Viterbo, dove si trasferì tra la fine del 1268 e l'inizio del 1269, conobbe Guglielmo di Moerbeke (traduttore di Aristotele e di Proclo) e gli dedicò l'importante opera di ottica in dieci libri Περί ὸπτικῆς (Perí optikes), meglio nota come Perspectiva (1ª pubblicazione a stampa: Norimberga, 1535), relativa alla diffrazione e ad altri fenomeni fisici della luce, completata tra il 1270 e il 1278 circa.
La Perspectiva si basava in larga parte sul lavoro scolastico dell'arabo Alhazen ed ebbe una profonda influenza su studiosi successivi come Keplero. Contiene anche idee embrionali confluite poi nello studio della psicologia, come le nozioni moderne di associazione e subconscio. L'opera è permeata prevalentemente dalla metafisica neoplatonica: Witelo afferma l'esistenza delle forme e dei corpi, legati dalla causalità, emanati da Dio come luce intelligibile. Egli distingue questa luce divina dalla luce sensibile che ne è una manifestazione e rappresenta la prima delle entità sensibili del cosmo. Le idee di Witelo sono conformi a quelle di contemporanei come sant'Alberto Magno e soprattutto di Ruggero Bacone, e avranno profonda influenza su scienziati e filosofi come Tycho Brahe, Keplero, Patrizi, Galilei, Cartesio e Huygens.
Altri lavori che ci sono pervenuti sono il De natura dæmonum (contenente notevoli temi cosmologici e magici) e il De primaria causa pænitentiæ, anche se nel Perspectiva cita altre opere che non conosciamo. Al suo nome è stato titolato il cratere Vitello sulla Luna.

## Opere
- Vitellionis mathematici doctissimi Περί ὀπτικῆς, id est de natura, ratione, & proiectione radiorum uius luminum, colorum atque formarum quem uulgo Perspetiuam uocat libri X, Norimbergæ, 1535.